# Dãy núi Pu Đen Đinh
Dãy núi Pu Đen Đinh là một dãy núi vòng cung ở biên giới Việt Nam - Lào, giữa hai tỉnh Điện Biên và Phongsaly.
Dãy núi chạy theo hướng tây bắc - đông nam từ ngã ba biên giới Trung Quốc - Việt Nam - Lào đến Nà Khoa thì chuyển hướng bắc - nam. Dãy này cao trung bình 1500 – 1800 m. Đỉnh Pu Đen Đinh cao 1886 m. Đỉnh Khoan La San cao 1853 m. Sườn phía đông bắc của dãy núi bị chia cắt lớn, độ dốc trên 350.